# La Delorme
La Delorme est un quartier de Marseille, situé dans le 15e arrondissement et faisant partie des quartiers nord.